# Schillerhaus
Het Schillerhaus of Schillers Wohnhaus is een huis en museum in het Duitse Weimar. Het huis aan de Schillerstrasse werd oorspronkelijk opgetrokken in 1777 voor koopman Johann Christian Schmidt im Jahre 1777 door Anton Georg Hauptmann (1735–1803). Friedrich Schiller woonde er tussen 1802 en 1805. Sinds 1998 staat het huis samen met 11 andere sites van Klassiek Weimar op de Unesco-Werelderfgoedlijst.